# Ghulam Murtaza Khan Jatoi
Ghulam Murtaza Khan Jatoi (en ourdou : غلام مرتضیٰ خان جتوئی), né le 4 septembre 1958 à Naushahro Feroze, est un homme politique pakistanais. Influent dans la province du Sind, il est successivement député provincial, ministre provincial, député fédéral et ministre fédéral, occupant notamment le poste de ministre fédéral de l'Industrie et de la Production de 2013 à 2018.
Originaire du district de Naushahro Feroze, il est le fils de l'homme politique Ghulam Mustafa Jatoi, ancien proche de Zulfikar Ali Bhutto qui a rompu avec le Parti du peuple pakistanais pour fonder sa propre formation. Il est élu député provincial en 1988 puis député fédéral en 1990 et devient ministre de la communication la même année. Il dirige le Parti national du peuple depuis la mort de son père en 2009 et s'est allié avec Nawaz Sharif de 2013 à 2018.

## Jeunesse et éducation

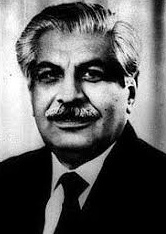
Son père Ghulam Mustafa Jatoi.

Ghulam Murtaza Khan Jatoi est né le 4 septembre 1958 à Naushahro Feroze, dans la province méridionale du Sind et est originaire du village de New Jatoi, près de la ville de Moro dans le district de Naushahro Feroze. Il est issu d'une famille de propriétaires terriens politiquement influents. Son père Ghulam Mustafa Jatoi a été Premier ministre durant une courte période et surtout ministre en chef du Sind sous le mandat de Zulfikar Ali Bhutto dont il était proche. 
Murtaza Khan a cinq frères et trois sœurs. Deux de ses fréres, Arif Jatoi et Masroor Jatoi, sont députés de l'Assemblée provinciale du Sind et le premier également sénateur. Il est diplômé de l'université du Sind.

## Carrière politique

### 1979-2009: différentes alliances

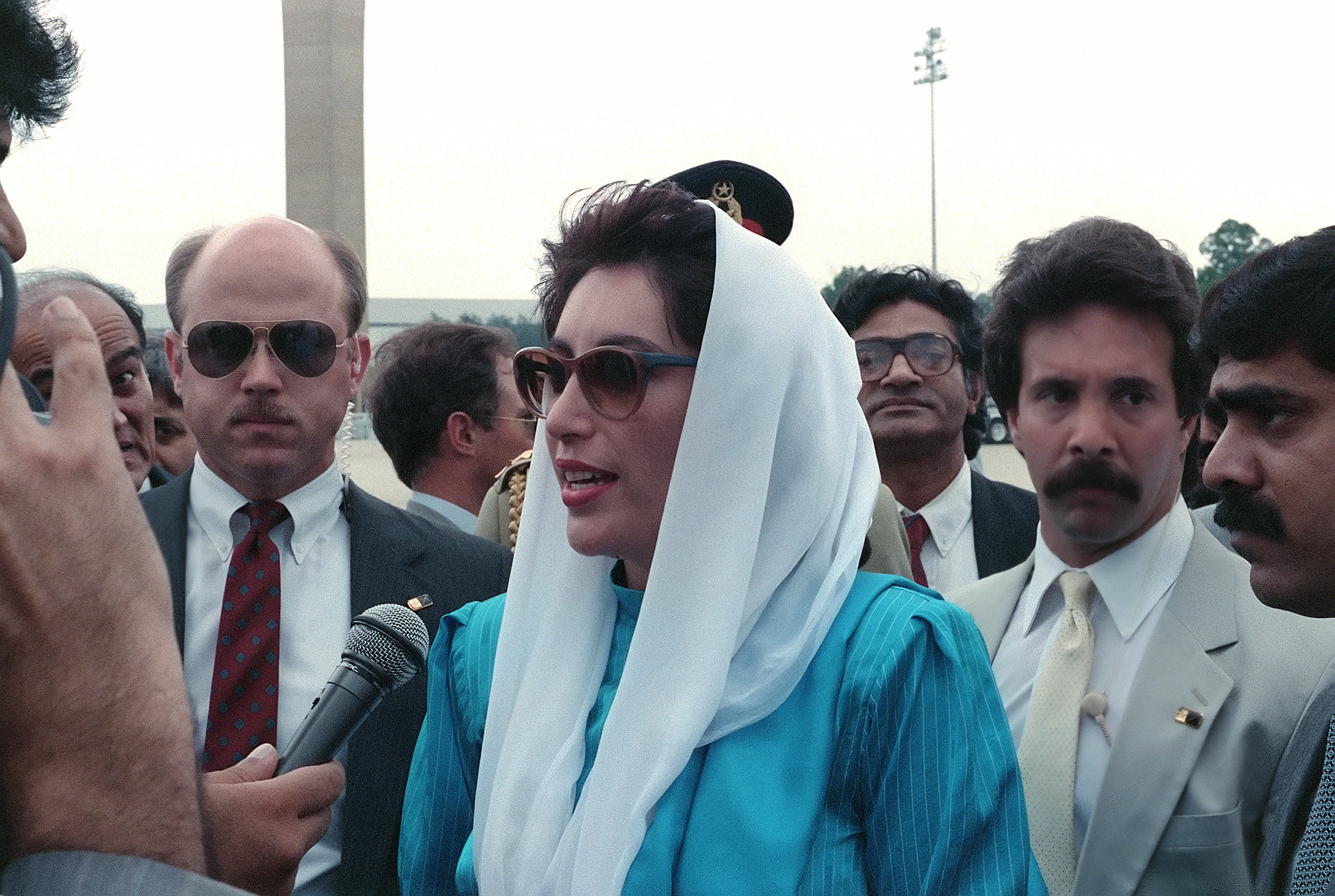
Benazir Bhutto en 1988.

Murtaza Khan commence sa carrière politique quand il est élu au sein du conseil du district de Nawabshah en 1979. Il rejoint ensuite le Parti national du peuple fondé par son père Ghulam Mustafa Jatoi en 1986 quand il a rompu avec le Parti du peuple pakistanais (PPP),. Il est élu sous cette nouvelle étiquette lors des élections législatives de 1988 à un poste de député provincial à l'Assemblée du Sind, puis devient ministre dans le gouvernement local.
Il est ensuite élu député de l'Assemblée nationale lors des élections législatives de 1990 puis rejoint le gouvernement du Premier ministre Nawaz Sharif, rival de Benazir Bhutto, en tant que ministre fédéral de la communication de 1990 à 1992. Il est réélu député lors des élections de 1993 et rejoint cette fois la coalition de Benazir Bhutto autour du PPP et est ministre des Pakistanais de l'étranger durant une courte période. Lors des élections suivantes de 1997, il est élu député provincial du Sind puis sert dans le gouvernement local de Liaquat Ali Jatoi en tant que ministre de l'irrigation. Il ne se présente pas aux élections de 2002 mais devient conseiller spécial à l'agriculture du ministre en chef du Sind Arbab Ghulam Rahim de 2004 à 2007,. Lors des élections législatives de 2008, il est élu député national dans la première circonscription de Naushahro Feroze avec 66 % des voix, battant largement son rival du Parti du peuple pakistanais. Il est le seul de son parti à être élu. Son père Ghulam Mustafa Jatoi meurt en 2009 et Murtaza Khan le remplace au poste de président du parti, qui se situe dans l'opposition. 

### Depuis 2013: rapprochement avec Sharif
Murtaza Khan est réélu lors des élections législatives de 2013 mais moins largement, avec 51,6 % des voix, et son parti remporte un autre siège national et trois provinciaux. Il se reproche ensuite de la Ligue musulmane du Pakistan (N) de Nawaz Sharif qui a gagné les élections au niveau national et son parti se soude avec la ligue,. Le 7 juin 2013, il intègre le gouvernement fédéral au poste de ministre de l'industrie et de la production. En 2014, il se plaint d'entraves de la part de différents responsables de son administration et menace de démissionner. Il fait dans le même temps face à une plainte judiciaire qui l'accuse de diplômes falsifiés et défaut de déclaration de son patrimoine. Il conserve toutefois son poste jusqu'à la disqualification du Premier ministre Nawaz Sharif le 28 juillet 2017 mais réintègre le gouvernement avec le même portefeuille quand Shahid Khaqan Abbasi en prend la direction le 4 août 2017. Il quitte ses fonctions à la fin du mandat de la législature, le 31 mai 2018.
À l'approche des élections législatives de 2018, Murtaza Khan casse son alliance avec la Ligue musulmane du Pakistan (N) en difficulté et rejoint la Grande alliance démocratique qui vise à casser l'hégémonie du Parti du peuple pakistanais (PPP) sur la province du Sind. Le 25 juillet 2018, il est battu dans la deuxième circonscription de Naushahro Feroze par le candidat du PPP, avec 44,5 % des voix contre 47,7 %. 